# São Cristóvão (Sergipe)
São Cristóvão is een gemeente in de Braziliaanse deelstaat Sergipe. De gemeente telt 89.232 inwoners (schatting 2017).

## Aangrenzende gemeenten
De gemeente grenst aan Aracaju, Areia Branca, Itaporanga d'Ajuda, Laranjeiras en Nossa Senhora do Socorro.

## Galerij

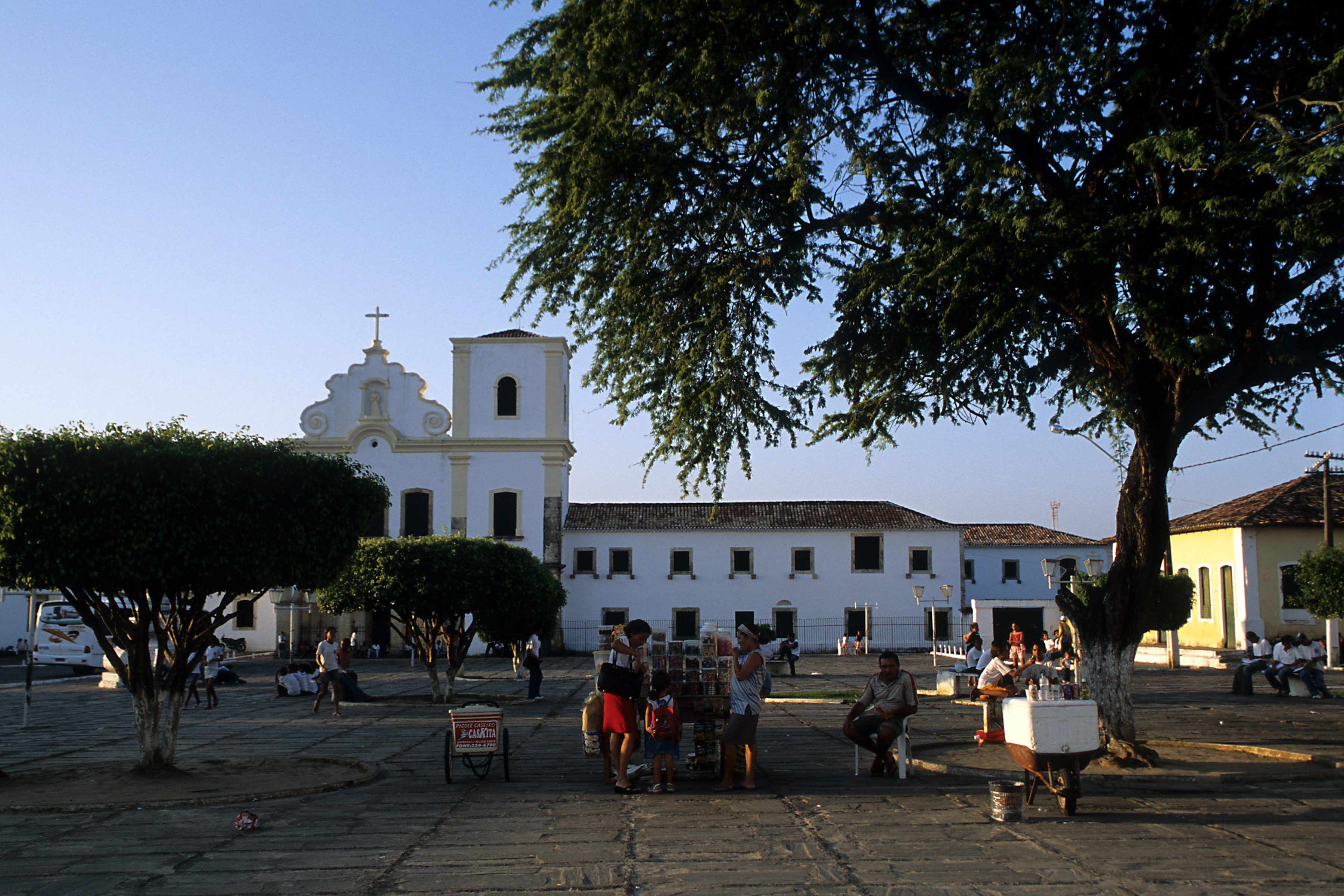
Ministerie van Cultuur (São Cristóvão)
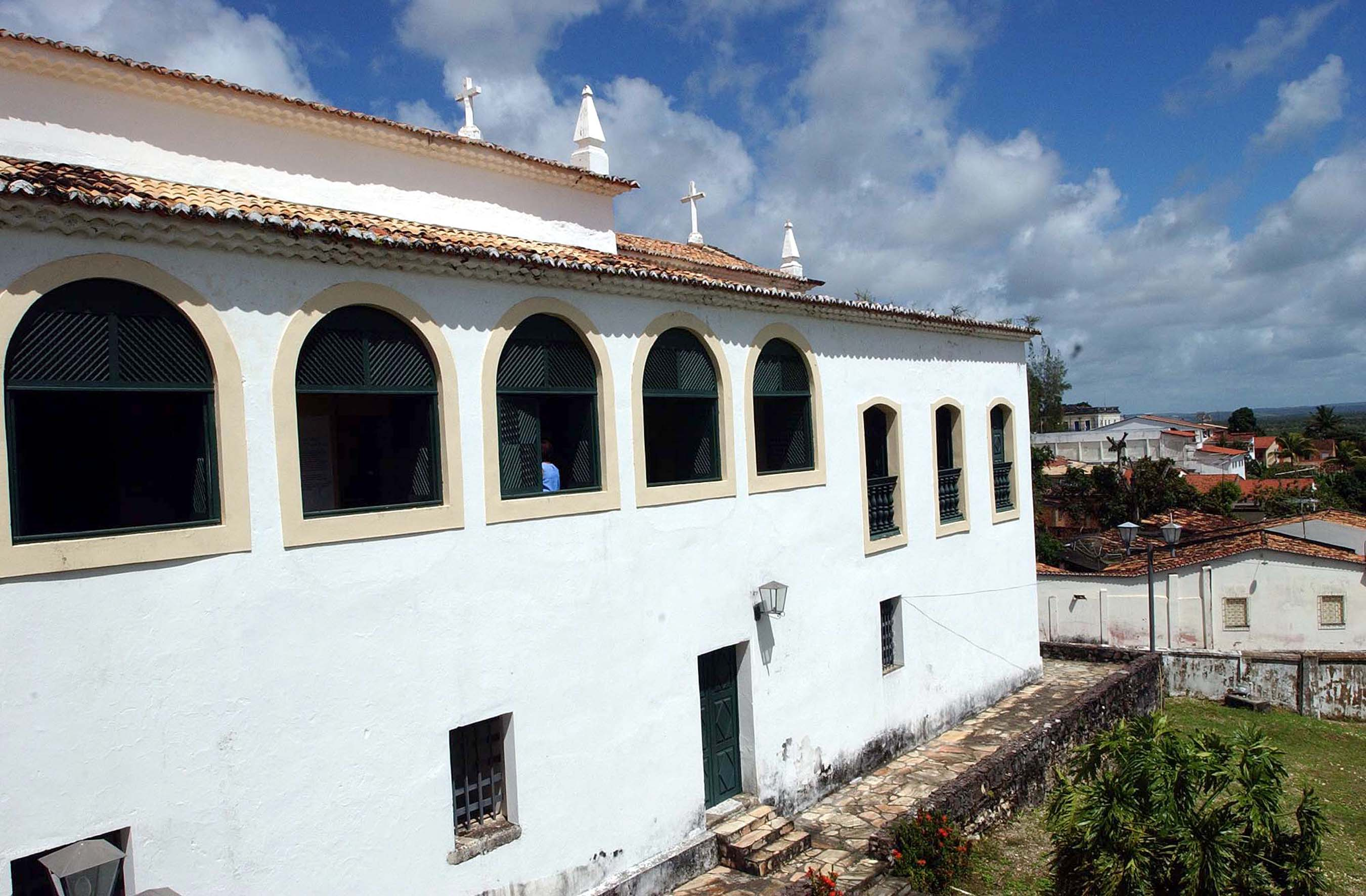
Klooster Santa Cruz
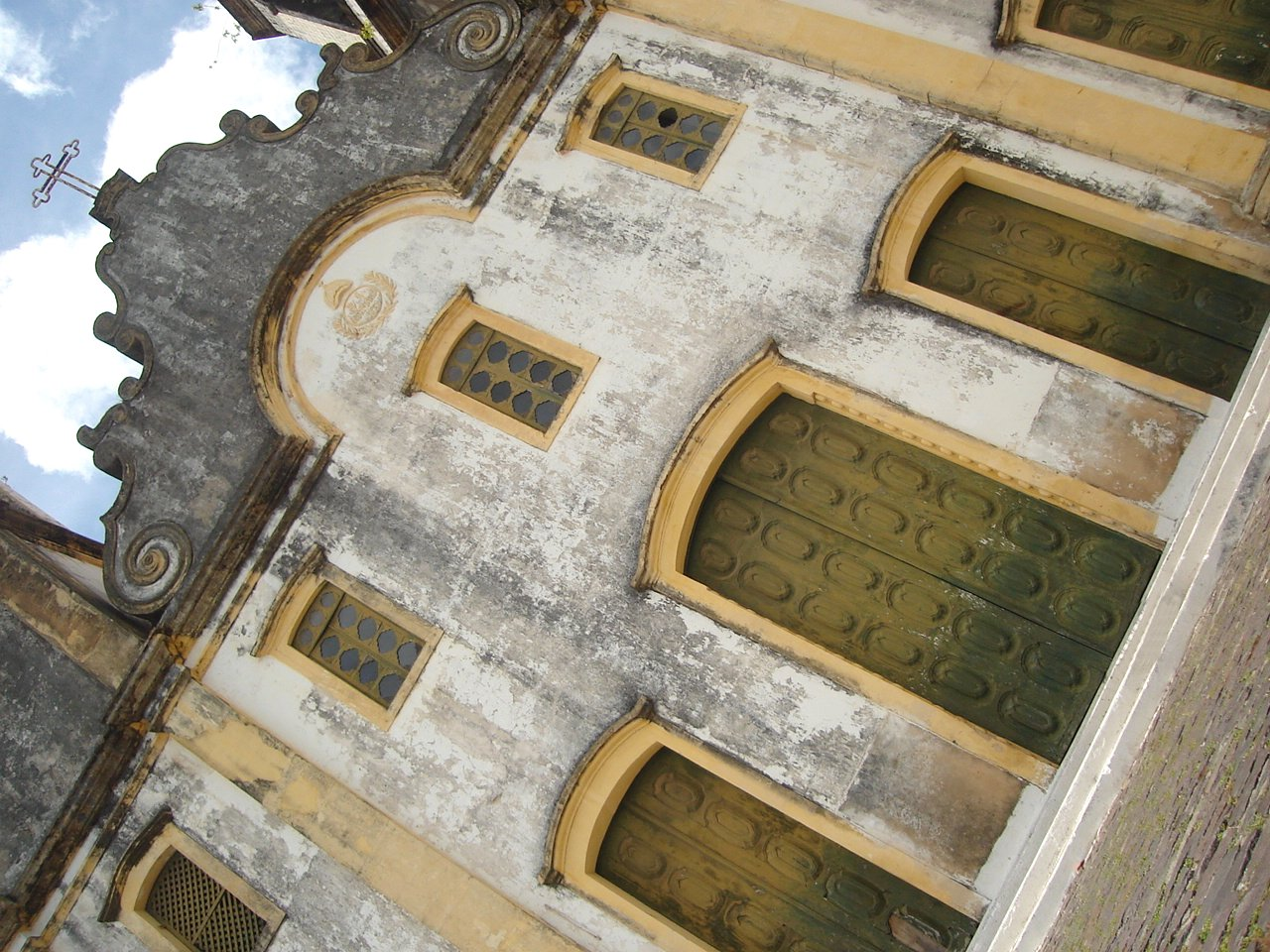
Kerk in São Cristóvão

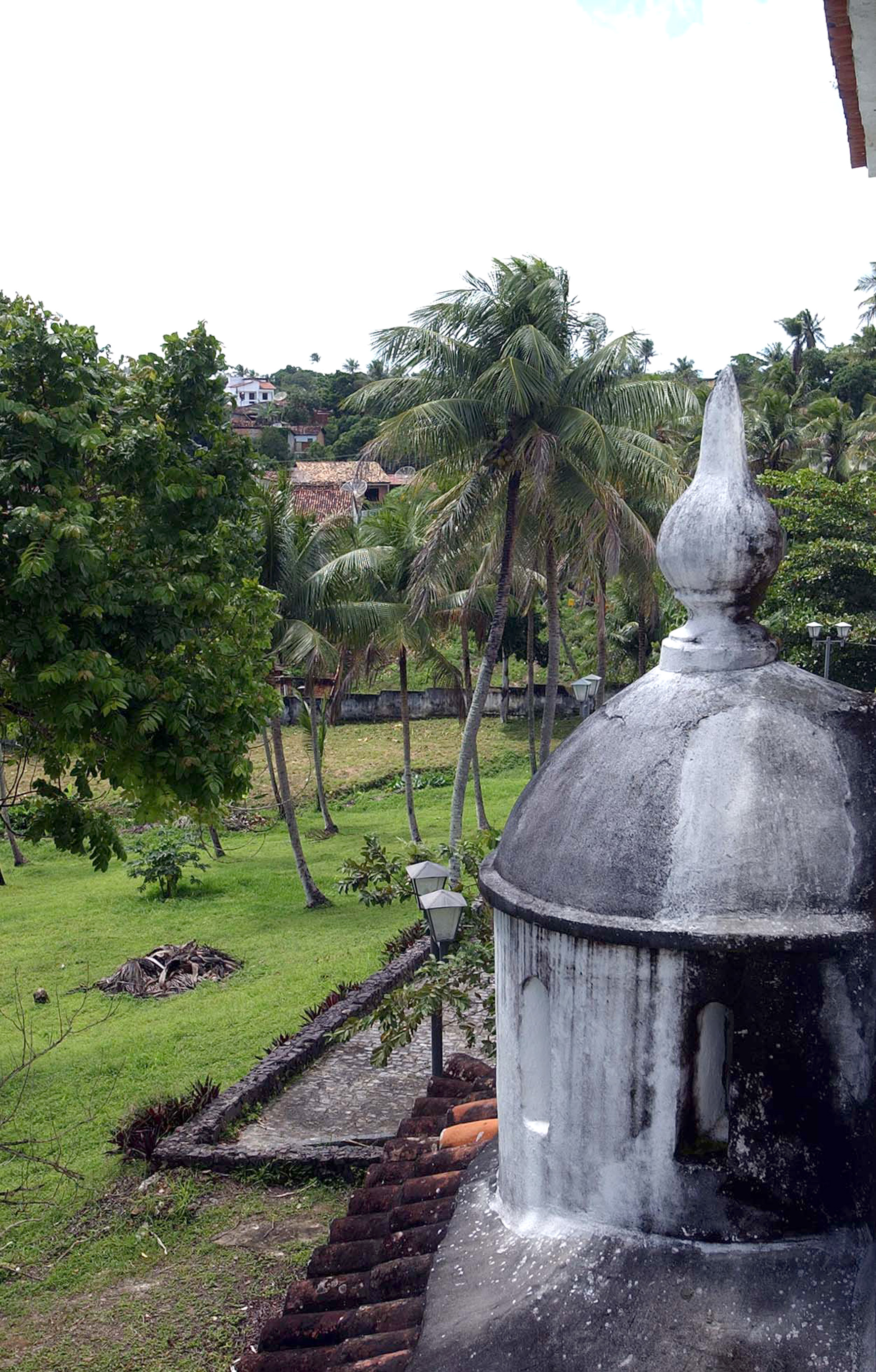
Klooster Santa Cruz